# EM i håndbold 2006 (mænd)
Europamesterskabet i håndbold for herrer i 2006 var den syvende EM-slutrunde for mænd, og den blev afholdt i Schweiz i perioden 26. januar – 5. februar 2006. Kampene blev spillet i Zürich, Basel, Bern, Sursee (ved Luzern) og St. Gallen.
Frankrig blev europamester for første gang efter finalesejr over Spanien, mens Danmark vandt bronze for tredje EM i træk. I bronzekampen blev Kroatien besejret, nøjagtig som ved EM to år tidligere.

## Slutrunde

### Indledende runde
De 16 deltagende lande spillede først en indledende runde med 4 grupper á 4 hold. De tre bedste hold fra hver gruppe gik videre til hovedrunden om placeringerne 1-12.
| Dato  | Kamp                | Res.  |
| ----- | ------------------- | ----- |
| 26.1. | Polen - Ukraine     | 33-24 |
| 26.1. | Slovenien - Schweiz | 29-25 |
| 28.1. | Schweiz - Polen     | 31-31 |
| 28.1. | Ukraine - Slovenien | 31-33 |
| 29.1. | Slovenien - Polen   | 33-29 |
| 29.1. | Schweiz - Ukraine   | 30-37 |

| Gruppe A  | Kampe | Mål   | Point |
| --------- | ----- | ----- | ----- |
| Slovenien | 3     | 95-85 | 6     |
| Polen     | 3     | 93-88 | 3     |
| Ukraine   | 3     | 92-96 | 2     |
| Schweiz   | 3     | 86-97 | 1     |

| Dato  | Kamp                 | Res.  |
| ----- | -------------------- | ----- |
| 26.1. | Tyskland - Spanien   | 31-31 |
| 26.1. | Frankrig - Slovakiet | 35-21 |
| 28.1. | Slovakiet - Tyskland | 26-31 |
| 28.1. | Spanien - Frankrig   | 29-26 |
| 29.1. | Tyskland - Frankrig  | 25-27 |
| 29.1. | Spanien - Slovakiet  | 34-25 |

| Gruppe B  | Kampe | Mål     | Point |
| --------- | ----- | ------- | ----- |
| Spanien   | 3     | 94-82   | 5     |
| Frankrig  | 3     | 88-75   | 4     |
| Tyskland  | 3     | 87-84   | 3     |
| Slovakiet | 3     | 072-100 | 0     |

| Dato  | Kamp                      | Res.  |
| ----- | ------------------------- | ----- |
| 26.1. | Serbien & Mont. - Island  | 31-36 |
| 26.1. | Danmark - Ungarn          | 29-25 |
| 27.1. | Ungarn - Serbien & Mont.  | 24-29 |
| 27.1. | Island - Danmark          | 28-28 |
| 29.1. | Ungarn - Island           | 35-31 |
| 29.1. | Danmark - Serbien & Mont. | 33-29 |

| Gruppe C      | Kampe | Mål   | Point |
| ------------- | ----- | ----- | ----- |
| Danmark       | 3     | 90-82 | 5     |
| Island        | 3     | 95-94 | 3     |
| Serbien-Mont. | 3     | 89-93 | 2     |
| Ungarn        | 3     | 84-89 | 2     |

| Dato  | Kamp                | Res.  |
| ----- | ------------------- | ----- |
| 26.1. | Kroatien - Portugal | 24-21 |
| 26.1. | Rusland - Norge     | 24-21 |
| 27.1. | Portugal - Rusland  | 32-35 |
| 27.1. | Norge - Kroatien    | 28-32 |
| 29.1. | Kroatien - Rusland  | 29-30 |
| 29.1. | Portugal - Norge    | 27-37 |

| Gruppe D | Kampe | Mål   | Point |
| -------- | ----- | ----- | ----- |
| Rusland  | 3     | 89-82 | 6     |
| Kroatien | 3     | 85-79 | 4     |
| Norge    | 3     | 86-83 | 2     |
| Portugal | 3     | 80-96 | 0     |

## Hovedrunde
De tre bedste fra hver indledende gruppe gik videre til hovedrunden, hvor holdene fra gruppe A og B samledes i gruppe I, mens holdene fra gruppe C og D samledes i gruppe II. Resultaterne fra indbyrdes kampe mellem hold fra samme indledende gruppe blev ført med over til hovedrunden. De to bedste hold i hver gruppe gik videre til semifinalerne, mens treerne gik videre til kampen om 5.pladsen.
| Dato  | Kamp                 | Res.  |
| ----- | -------------------- | ----- |
| 31.1. | Ukraine - Tyskland   | 22-36 |
| 31.1. | Slovenien - Frankrig | 30-34 |
| 31.1. | Polen - Spanien      | 25-34 |
| 1.2.  | Slovenien - Tyskland | 33-36 |
| 1.2.  | Polen - Frankrig     | 21-31 |
| 1.2.  | Ukraine - Spanien    | 29-31 |
| 2.2.  | Polen - Tyskland     | 24-32 |
| 2.2.  | Ukraine - Frankrig   | 20-30 |
| 2.2.  | Slovenien - Spanien  | 33-39 |

| Gruppe I  | Kampe | Mål     | Point |
| --------- | ----- | ------- | ----- |
| Spanien   | 5     | 164-144 | 9     |
| Frankrig  | 5     | 148-125 | 8     |
| Tyskland  | 5     | 160-137 | 7     |
| Slovenien | 5     | 162-169 | 4     |
| Polen     | 5     | 132-154 | 2     |
| Ukraine   | 5     | 126-163 | 0     |

| Dato  | Kamp                       | Res.  |
| ----- | -------------------------- | ----- |
| 31.1. | Island - Rusland           | 34-32 |
| 31.1. | Danmark - Kroatien         | 30-31 |
| 31.1. | Serbien & Mont. - Norge    | 26-25 |
| 1.2.  | Serbien & Mont. - Rusland  | 21-29 |
| 1.2.  | Island - Kroatien          | 28-29 |
| 1.2.  | Danmark - Norge            | 35-31 |
| 2.2.  | Serbien & Mont. - Kroatien | 30-34 |
| 2.2.  | Island - Norge             | 33-36 |
| 2.2.  | Danmark - Rusland          | 35-28 |

| Gruppe II     | Kampe | Mål     | Point |
| ------------- | ----- | ------- | ----- |
| Kroatien      | 5     | 155-146 | 8     |
| Danmark       | 5     | 161-147 | 7     |
| Rusland       | 5     | 143-140 | 6     |
| Island        | 5     | 159-156 | 5     |
| Serbien-Mont. | 5     | 137-157 | 2     |
| Norge         | 5     | 141-150 | 2     |

### Slutspil
Slutspilskampene blev spillet i Hallenstadion, Zürich.
| Dato              | Kamp                | Res.  |
| ----------------- | ------------------- | ----- |
| Kamp om 5.pladsen |                     |       |
| 4.2.              | Tyskland - Rusland  | 32-30 |
| Semifinaler       |                     |       |
| 4.2.              | Frankrig - Kroatien | 29-23 |
| 4.2.              | Spanien - Danmark   | 34-31 |
| Bronzekamp        |                     |       |
| 5.2.              | Danmark - Kroatien  | 32-27 |
| Finale            |                     |       |
| 5.2.              | Spanien - Frankrig  | 23-31 |

### Medaljevindere
| Guld | Sølv | Bronze |
| --- | --- | --- |
| Frankrig | Spanien | Danmark |
| Yohann Plouqin Jerome Fernandez Didier Dinart Geoffroy Krantz Guillaume Gille Bertrand Gille Daniel Narcisse Olivier Girault Daouda Karaboue Nikola Karabatic Christophe Kempe Thierry Omeyer Joel Abati Luc Abalo Michael Guigou Sebastien Bosquet | Jose Javier Hombrados Ibañez Alberto Entrerrios Rodriguez Rolando Urios Fonseca Albert Rocas Rubén Garabaya Ion Belaustegui Ruano Mateo Garralda Larumbe Julio Fis Rousseduy Demetrio Lozano Jarque Juan Perez Marquez David Davis Camara David Barrufet Bofill Juan Garcia Lorenzana Iker Romero Fernandez Mariano Ortega Martinez José María Rodriguez Vaquero | Kasper Hvidt Lars Møller Madsen Mikkel Aagaard Rune Ohm Lars Jørgensen Jesper Jensen Lars Rasmussen Lars Christiansen Joachim Boldsen Kristian Asmussen Bo Spellerberg Michael V. Knudsen Henrik Hansen Søren Stryger Per Leegaard Jesper Nøddesbo |

### Samlet rangering
| EM 2006 | EM 2006   |
| ------- | --------- |
| Guld    | Frankrig  |
| Sølv    | Spanien   |
| Bronze  | Danmark   |
| 4.      | Kroatien  |
| 5.      | Tyskland  |
| 6.      | Rusland   |
| 7.      | Island    |
| 8.      | Slovenien |

| EM 2006 | EM 2006         |
| ------- | --------------- |
| 9.      | Serbien & Mont. |
| 10.     | Polen           |
| 11.     | Norge           |
| 12.     | Ukraine         |
| 13.     | Ungarn          |
| 14.     | Schweiz         |
| 15.     | Portugal        |
| 16.     | Slovakiet       |